# Milíčov
Milíčov (en allemand : Militschau) est une commune du district de Jihlava dans la région de Vysočina, en République tchèque. Sa population s'élevait à 151 habitants en 2024.

## Géographie
Milíčov se trouve à 15 km à l'ouest de Jihlava à 103 km au sud-est de Prague.
La commune est limitée par Jankov au nord, par Dušejov au nord-est, par Boršov à l'est, par Hojkov au sud et par Nový Rychnov au sud et à l'ouest.

## Histoire
La première mention écrite de la localité date de 1379.

## Transports
Par la route, Milíčov se trouve à 17,5 km de Jihlava et à 128 km de Prague.